# 吴圩镇 (南宁市)
吴圩镇，是中华人民共和国广西壮族自治区南宁市江南区下辖的一个乡镇级行政单位。

## 行政区划
吴圩镇下辖以下地区：
吴圩社区、明阳社区、平垌村、平丹村、那德村、定宁村、康宁村、祥宁村、永红村、坛白村、那备村和新桥村。